# Protoptila delaca
Protoptila delaca är en nattsländeart som beskrevs av Martin E. Mosely 1954. Protoptila delaca ingår i släktet Protoptila och familjen stenhusnattsländor. Inga underarter finns listade i Catalogue of Life.